# Olas Voe

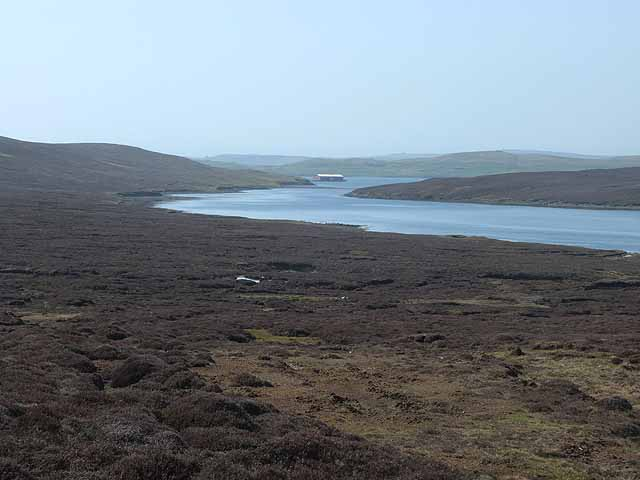
Blick von Südosten auf die Bucht

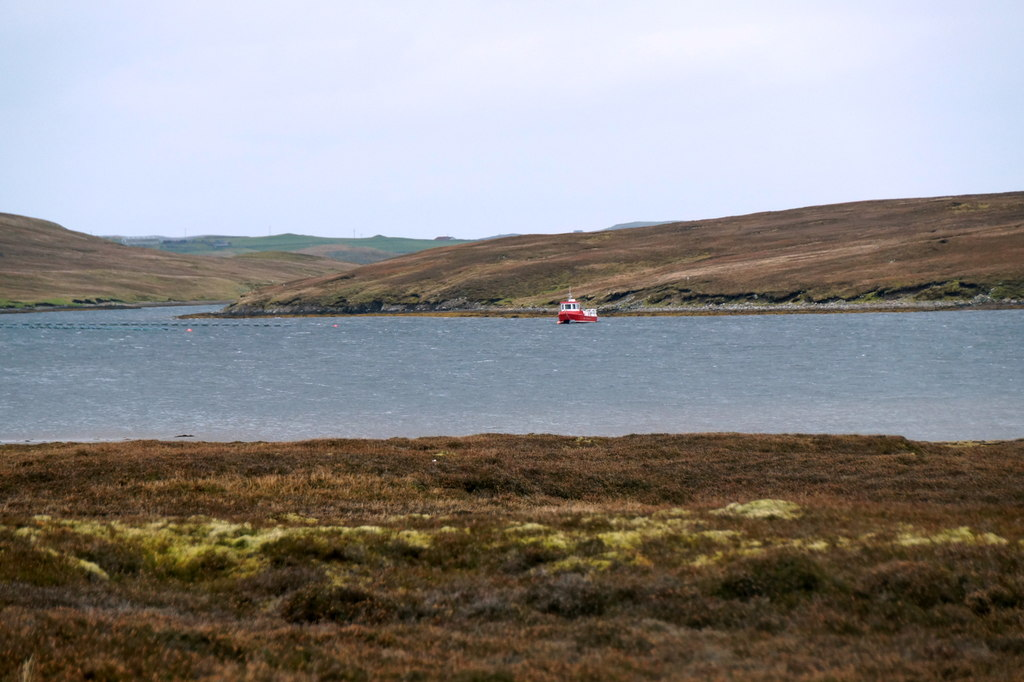
Ein kleines Schiff in der Olas Voe

Die Olas Voe ist eine Meeresbucht (Voe), die im Südwesten der zu Schottland zählenden Shetlands liegt.

## Geographie
Die Olas Voe ist eine Bucht, die im Westen von Mainland liegt. Dort bildet sie den südlichsten von drei östlichen Ausläufern der Gruting Voe. Die Grenze zum nächsten im Norden, der Seli Voe markiert die Landspitze Hoga Ness. Das Ufer der Bucht ist unbesiedelt, die nächste größere Ortschaft ist Walls im Nordwesten. Der Eingangsbereich der Olas Voe, wo die Insel Holm of Gruting liegt, ist relativ schmal, am südöstlichen Ende erreicht sie eine Breite von 400 Metern.

## Historisches
Im Rahmen der historischen Gliederung Schottlands in Civil Parishes zählt die Olas Voe zu Sandsting.